# ستاره‌ها ۳: ستاره بود
ستاره بود سومین فیلم از سه‌گانه ستاره‌ها به کارگردانی و نویسندگی فریدون جیرانی و تهیه‌کنندگی عبدالله اسفندیاری و حمید اعتباریان ساخته سال ۱۳۸۴ است.

## خلاصه فیلم
شخصی بارها با خبرنگار روزنامه تماس می‌گیرد و می‌گوید یکی از ستاره‌های قدیمی سینمای ایران بنام روح‌انگیز سامی‌نژاد مرده و جنازه اش در اتاقی متروک بجا مانده است و…

## بازیگران
| بازیگر          | نقش            |
| --------------- | -------------- |
| خسرو شکیبایی    | ابراهیم مشرقی  |
| اندیشه فولادوند | رها زمانه      |
| امین حیایی      | آقای احمدی     |
| مرتضی احمدی     | مرتضی احمدی    |
| فهیمه راستکار   | فهیمه راستکار  |
| داریوش اسدزاده  | داریوش اسدزاده |
| مهین بزرگی      | مهین بزرگی     |

## جشنواره‌ها
فیلم ستاره است در بیست و چهارم دوره جشنواره فیلم فجر (۱۳۸۴) در بخش فیلم‌های میهمان حضور داشته است.
همچنین این فیلم در دوازدهمین دوره جشن خانه سینما تندیس نقش اول مرد (خسرو شکیبایی) را دریافت کرده است.